# Pirata procurvus
Pirata procurvus este o specie de păianjeni din genul Pirata, familia Lycosidae. A fost descrisă pentru prima dată de Friedrich Wilhelm Bösenberg și Strand, 1906. Conform Catalogue of Life specia Pirata procurvus nu are subspecii cunoscute.